# Amerigo Benci
Amerigo Benci (Firenze, 1431 circa – 1474 circa) è stato un politico, banchiere e mecenate italiano, noto per essere stato il padre di Giovanni Benci, amico di Leonardo da Vinci, e di Ginevra Benci, che fu una delle donne più colte della sua epoca e venne immortalata in un celebre ritratto proprio dallo stesso Leonardo.

## Biografia

### Nascita, famiglia e carriera

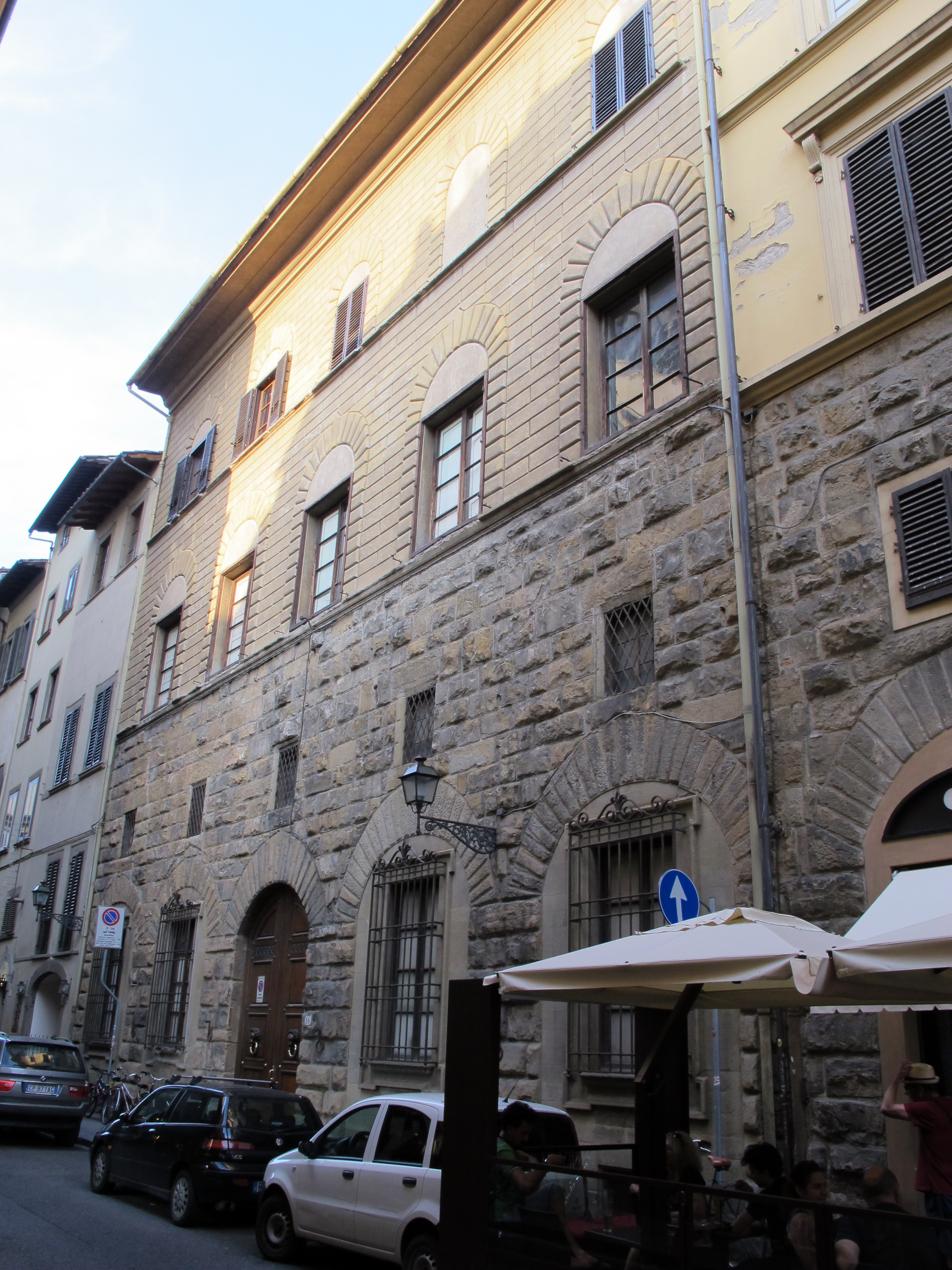
Palazzo de' Benci, nell'omonima via, a Firenze

Amerigo Benci nacque probabilmente a Firenze dopo il 1431, che è l'anno in cui i suoi genitori, Ginevra Peruzzi e Giovanni di Amerigo di Simone Benci, convolarono a nozze.
Suo padre era uno dei principali collaboratori di Cosimo de' Medici, detto "il Vecchio", e ricoprì vari ruoli nelle filiali e compagnie associate della famiglia Medici. Inizialmente, lavorò prima come impiegato e poi come contabile nella filiale di Roma (dal 1406), poi come direttore in quella di Ginevra (dal 1426), successivamente lavorò anche nella succursale di Basilea e, infine, dal 1434 ritornò a Firenze e divenne socio e direttore generale della compagnia Medici (unico direttore dal 1443 alla morte). In tal modo, il padre fece fortuna e accumulò uno dei più grandi patrimoni fiorentini; in verità, da una stima del 1457, era valutato nel complesso 26.338 fiorini, facendo di esso il secondo più grande patrimonio a Firenze, superato solo da quello dei Medici.
Amerigo intraprese la carriera degli affari e seguì le orme paterne entrando nella filiale ginevrina dei Medici. Il successo fu rapido e ben presto si ritrovò socio e, dal 1455 ad almeno il 1463, anche direttore della filiale.

### Il mecenatismo
Ritornato a Firenze, venne nominato priore nel 1463 e, poiché aveva ereditato l'enorme fortuna paterna (Giovanni era morto dal 1455), abbandonò il mondo degli affari e si accostò al mondo della cultura. Divenne collezionista di importanti opere d'arte che espose nel palazzo familiare, presso il quale accolse anche intellettuali ed artisti. Tra coloro che frequentarono la sua dimora si ricordano il filosofo umanista Marsilio Ficino e, tra tutti, Leonardo da Vinci.
Leonardo, che divenne anche amico di suo figlio Giovanni Benci, tra il 1474 ed il 1480 ritrasse nel palazzo il celebre ritratto della figlia Ginevra Benci. Inoltre, fu proprio qui che l'artista lasciò anche la sua Adorazione dei Magi (oggi agli Uffizi), prima di partire da Firenze per approdare a Milano.

### Morte

Ritratto di Ginevra de' Benci, figlia di Amerigo, qui dipinta dal celebre Leonardo da Vinci

La data di morte di Amerigo Benci non è nota, ma comunque dovette avvenire prima del 15 gennaio 1474, che è la data in cui vennero stipulate le nozze tra sua figlia Ginevra e Luigi Niccolini.

## Discendenza
Amerigo Benci ebbe i seguenti figli:
- Giovanni Benci (1456 – 1523) fu un mecenate appassionato alla letteratura, alla scienza e ai cavalli, che divenne amico di Leonardo da Vinci e fu priore nel 1517[2][3]
- Ginevra Benci (1457 – 1521), sposata nel 1474 a Luigi di Bernardo di Lapo Nicolini, fu elogiata come una delle donne più colte e belle della sua epoca, ricevendo omaggi poetici e venendo immortalata anche da Leonardo da Vinci in un celebre ritratto[2][4]
- Carlo Benci (nato nel 1458)[2]
- Marietta Benci, sposata ad Antonio di Tommaso di Jacopo Nori[2]
- Lucrezia Benci, sposata a Francesco Scali[2]
- Nannina Benci[2]
- Margherita Benci[2]

## La presunta parentela con Tommaso Benci
Una questione importante è quella che concerne la parentela tra Amerigo Benci e Tommaso Benci, membro della famiglia dei mercanti Benci, nonché poeta, traduttore e filosofo. Tommaso fu autore di vari componenti, come sonetti e canzoni, ma la sua opera più celebre è certamente la traduzione in lingua fiorentina del Pimander, un'opera ermetica greca attribuita al mitico Ermete Trismegisto.
Amerigo e Tommaso vengono entrambi nominati insieme tra i principali membri dell'accademia neoplatonica ed ascoltatori del filosofo umanista Marsilio Ficino, dal 1462 in poi. Secondo le affermazioni di molti studiosi, a partire probabilmente da Arnaldo della Torre in poi, Amerigo sarebbe lo zio di Tommaso.
Ma questa notizia pare priva di alcun fondamento certo.
Innanzitutto, bisogna notare che Amerigo e Tommaso erano pressoché coetanei, poiché il primo nacque dopo il 1431 e il secondo nacque nel 1427. Così com'erano pressoché coetanei i rispettivi padri: il primo era figlio di Giovanni di Amerigo di Simone Benci, che nacque nel 1394; il secondo era invece figlio di Lorenzo di Giovanni di Taddeo Benci, che nacque probabilmente nell'ultimo quarto del XIV secolo. Per questo, non solo vi è un evidente contrasto cronologico, che vedrebbe una strana e molto ampia differenza di età di almeno trent'anni (se non addirittura cinquant'anni) tra i due presunti "fratelli", Amerigo e Lorenzo, ma pure l'idea di vedere questi due essere stati fratellastri non è verosimile. Basti pensare al fatto che il padre del secondo, Giovanni di Amerigo, si sposò con Ginevra Peruzzi solo nel 1431 e, sebbene ebbe molti figli, Lorenzo non avrebbe potuto nascere prima del 1432; mentre, Giovanni di Taddeo, all'epoca di un suo presunto secondo matrimonio, avrebbe toccato i 70 anni ed è anche pressoché inverosimile che sia lui il Giovanni che nel 1443 era Gonfaloniere di Giustizia ad un'età di oltre 80 anni, ed infatti nel documento originale è chiaramente specificato che il gonfaloniere era "Giovanni di Amerigo di Simone Benci" (il padre di Lorenzo era, per l'appunto, un Giovanni di Taddeo).
Per tutto questo, la tradizione che sostiene un rapporto familiare di zio e nipote tra Amerigo e Tommaso, non risulta dimostrabile dalle fonti. Essa potrebbe essere un semplice errore di frettolosa identificazione e confusione tra Giovanni di Amerigo con Giovanni di Taddeo. Inoltre, a confermare l'impossibilità di una parentela, vi è una nota scritta dallo stesso Lorenzo Benci, nella quale dichiara di appartenere alla nobiltà in linea di sangue, poiché discendente dai Baroni di Signa; mentre, nessuna nobiltà è stata documentata tra i ranghi della famiglia di banchieri Benci del Sanna, appartenenti in origini a una piccola realtà borghese e discendenti, probabilmente, da una famiglia ebrea, gli Usacchi (o Isacchi), che abitava in Oltrarno sin da inizio XIV secolo. Per questo, è pressoché da escludere una possibile parentela tra i Benci linaioli e i Benci banchieri.